# Écopôle
Un Écopôle est un parc d'activités ayant pour but d'accueillir des éco-industries liées au développement durable.

## Sénart
Le premier Écopôle d'Île-de-France a été créé dans la ville nouvelle de Sénart en 2005. Jean-Marc Brûlé, élu écologiste au Conseil régional d'Ile-de-France depuis 2004, a contribué à sa création.

## Le Blanc-Mesnil
Au Blanc-Mesnil, le futur écopôle accueillera une station d'épuration et une usine de méthanisation. Le projet devrait aussi contenir un centre de formation aux métiers de l'environnement, une pépinière d'entreprises et une Maison de l'environnement.

## Le Warndt ParK
Une nouvelle zone a vocation multiple a été créée à Creutzwald par la Communauté de Communes du Warndt : le Warndt ParK, situé à la frontière franco-allemande, elle représente 91 ha et témoigne d'un souhait fort de préserver l'environnement existant en intégrant de l'activité économique.
Le Warndt ParK est construit en alternant les bandes boisées et non boisées, la zone d'activité constitue un paysage particulier permettant de préserver l'environnement. 
L'éco-parc du Warndt ParK se veut être un lieu de vie, accueillant des activités artisanales, industries légères mais aussi de l'habitat (Waldstadt), du service, du loisir et du petit commerce. 

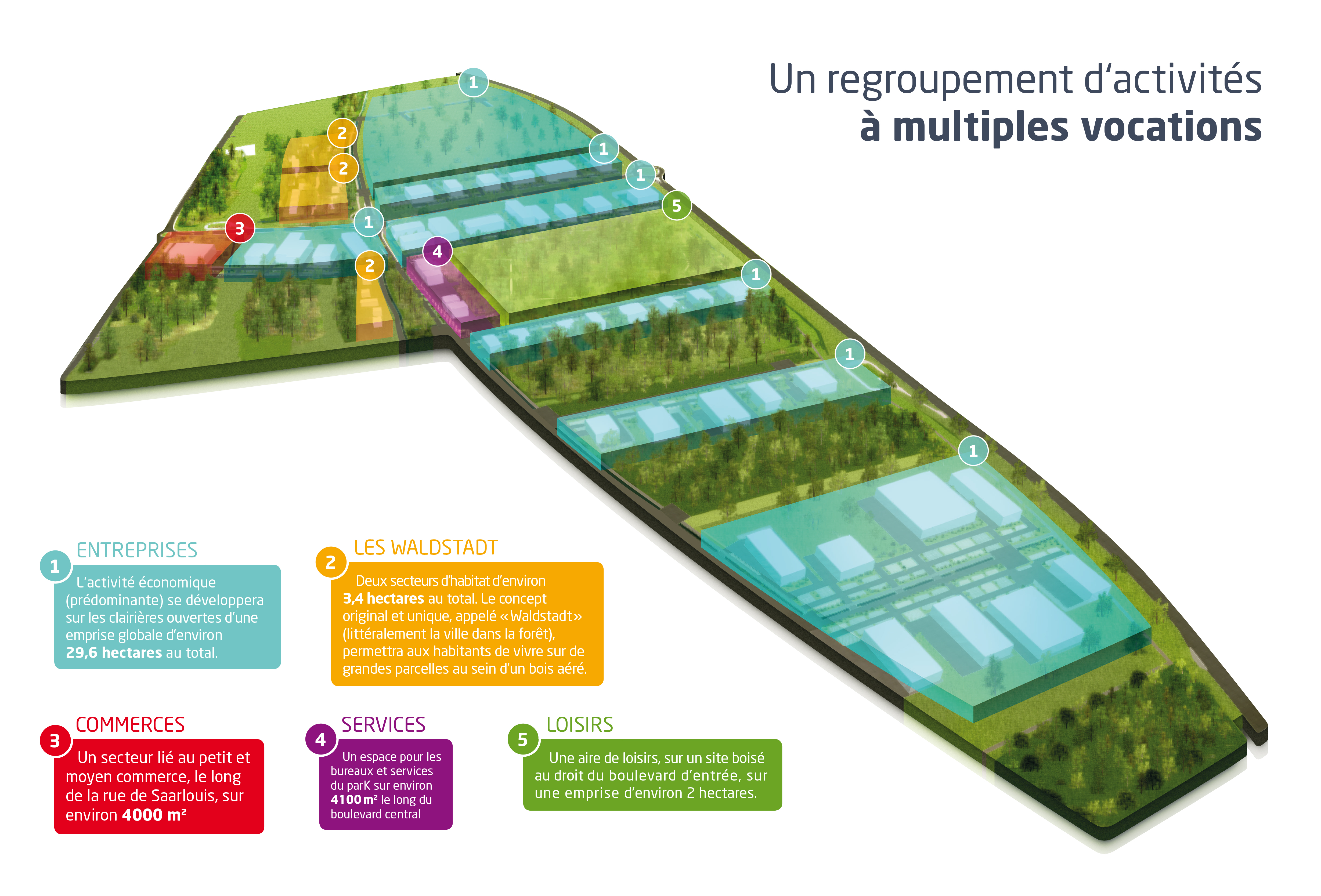

Cette zone d'activité accolée à la frontière franco-allemande sera une véritable passerelle entre les deux pays, située au cœur de l'Europe, elle permettra aux entreprises des secteurs tertiaires, aux artisans, aux industriels, aux entreprises du secteur informatique (IT), aux entreprises du secteur du bois, etc. de projeter leurs activités à l'échelle européenne.